# Владислав Козицький

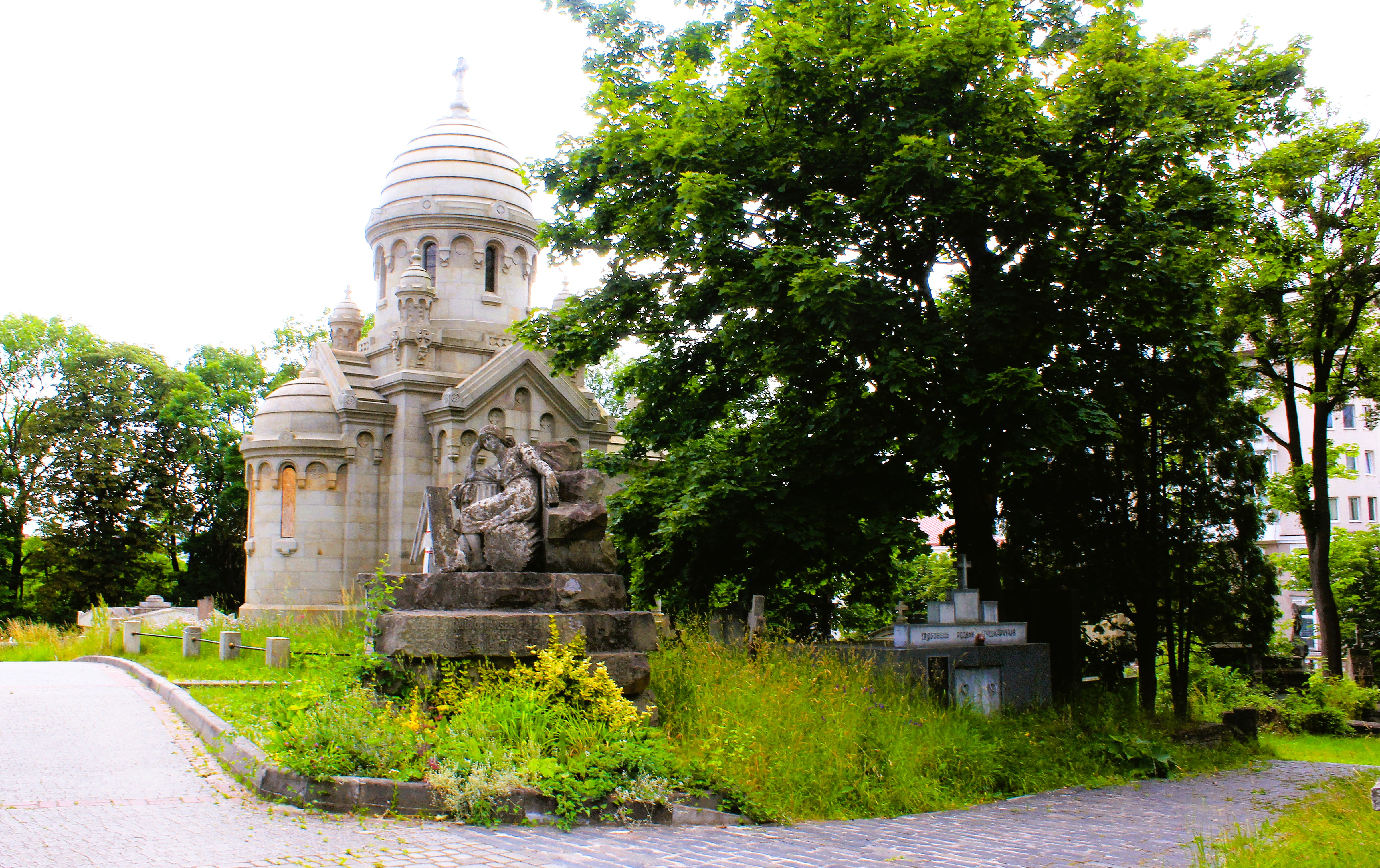
Фрагмент поля № 70 Личаківського цвинтаря у Львові, де був похований Владислав Козицький.

Владислав Кози́цький (пол. Władysław Kozicki; 29 жовтня 1879, с. Яківка, нині Івано-Франківська область — 12 січня 1936, Львів) — польський історик мистецтва, критик, драматург. Член Польського філософського товариства (1908), Наукового товариства у Львові.

## Життєпис
Владислав Козицький народився 29 жовтня 1879 року в селі Яківці (нині Обертинська громада, Івано-Франківський район, Івано-Франківська область, Україна).
Студіював юриспруденцію та філософію під час навчання на філософському факультеті Львівського університету.
У 1905 році здобув докторський ступінь, а в 1922 році пройшов габілітацію, використовуючи як основу свою опубліковану дисертацію «Michał Anioł» (Львів; Варшава, 1908).
У 1898 році став службовцем галицького намісництва, а 1912 року — членом Ради консерваторів Східної Галичини (був редактором часопису «Sprawozdania Grona Konserwatorów Galicji Wschodniej»).
Від 1922 року у Львівському університеті, де протягом 1926—1933 років був завідувачем кафедри історії мистецтва нового часу, а з 1933 по 1934 року обіймав посаду приват-доцента.
Помер у Львові, похований на 70-му полі Личаківському цвинтаря. Могила не збереглася.

## Доробок
Козицький автор численних праць з різних аспектів мистецтва. Його дослідження охоплювали такі періоди, як Відродження і бароко, а також західноєвропейський та польський живопис 19—20 століть. Особливу увагу він приділяв відомим митцям, заглиблюючись у психологічні аспекти їхньої творчості та питання національного характеру мистецтва.
Його статті та рецензії, здебільшого науково-популярного характеру, публікувалися в провідних львівських виданнях, таких як журнали «Sztuki Piękne», «Wiadomości Artystyczne», «Kwartalnik Historyczny» та газеті «Slowo Polskie».
Праці:
- «Leonardo da Vinci» (1908);
- «W gaju Akademosa: poezye i szkice krytyczne» (1912);
- Henryk Rodakowski (1927);
- Władysław Jarocki (1928).

Серед важливих творів — роман «Ziemia» (1925), п'єси «Wolne duchy» (1911), «Euforion» (1919), «Święto kos» (1928).